# عبد الجليل بوقرة
عبد الجليل بوقرة، من مواليد القيروان سنة 1956، حاصل على الدكتوراه وعلى التأهيل الجامعي في التاريخ من الجامعة التونسية. أستاذ التاريخ المعاصر بالجامعة التونسية منذ سنة 1990، وحاليا باحث في التاريخ المعهد العالي لتاريخ لتاريخ تونس المعاصر بجامعة منوبة التونسية. تولّى لمدّة ثلاث سنوات إدارة المعهد العالي لتكوين المعلّمين بسبيطلة (2004- 2007) ورئاسة تحرير جريدة الصحافة اليومية بين 2007 إلى جويلية 2010. 
مجال اختصاصه تاريخ تونس السياسي والاجتماعي أثناء الحكم البورقيبي (1956- 1987) وتاريخ اليسار التونسي، نشر عدّة دراسات في هذا السياق نذكر منها: «من تاريخ اليسار التونسي: حركة آفاق»  و«المجلس القومي التأسيسي التونسي التونسي، الولادة العسيرة لدستور جوان 1959»  و«فصول من تاريخ اليسار التونسي» و«النظام البورقيبي: الصعود والانحدار».

## الحياة الشخصية
متزوج من حياة العابد، التي توفيت في نوفمبر 2017. وله منها ولدان بسام وهو رائد أعمال في مجال الإنترنت وعصام وهو مخرج سينمائي.

## كتب عبد الجليل بوقرة
1. حركة آفاق من تاريخ اليسار التونسي، (1993).
2. الولادة العسيرة لدستور جوان 1959 (2011)
3. فصول من تاريخ التونسي - …الشيوعيون وبرسبكتيف(2012.)
4. جذور الحماية الفرنسية بالبلاد التونسية، 1861-1881.(ترجمة كتاب جون غانياج)
5. النظام البورقيبي …الصعود والانحدار(2012)
6. حوار مع لطفي زيتون: سيرة ابن نقابي «عاشوري» أصبح نهوضيا. (2017)[3]
7. حوار مع أحمد كرعود: من دروس خليف بمسجد القيروان إلى اليسار الماوي (2017)
8. محكمة أمن الدولة واليسار الجديد- (2017)